# 82
Римська імперія •  Династія Хань

## Геополітична ситуація
У Римській імперії триває правління імператора Доміціана з династії Флавіїв. Імперія веде війну з каледонцями в Британії.

## Події
- Тіта Флавія Сабіна проголошено консулом разом із імператором Доміціаном, але незабаром страчено.
- Діон Хрисостом — відправлений у заслання з Риму.
- Арка Тита

## Народились
- Ямато Такеру — син Імператора Кейко.

## Померли
- Аніан Олександрійський — архієпископ Олександрійський, учень апостола Марка.
- Тит Флавій Цезар — призначений наступник Доміціана.